# Carinariidae
Carinariidae zijn een familie van slakken. De familie is voor het eerst wetenschappelijk beschreven in 1818 door Blainville. Het typegeslacht van de familie is Carinaría Lamarck, 1801. 

## Taxonomie
De familie is als volgt onderverdeeld:
- Onderfamilie Carinariinae Blainville, 1818
  - Geslacht Cardiapoda d'Orbigny, 1835
  - Geslacht Carinaria Lamarck, 1801
  - Geslacht Pterosoma Lesson, 1827
- Onderfamilie  † Brunoniinae Dieni, 1990
  - Geslacht  † Brunonia G. Müller, 1898

### Indeling volgens WoRMS
- Cardiapoda d'Orbigny, 1836
- Carinaria Lamarck, 1801
- Pterosoma Lesson, 1827